# Jessica Dubé
Pour les articles homonymes, voir Dubé.
Jessica Dubé, née le 29 octobre 1987 à Drummondville (Québec), est une patineuse artistique canadienne. Son partenaire en couple est Bryce Davison, avec lequel elle patine depuis 2003. Jessica et Bryce sont les champions canadiens 2007 et ils sont médaillés de bronze aux championnats du monde 2008.

## Biographie

### Carrière sportive
Jessica Dubé a commencé à patiner à l'âge de 4 ans. Son partenaire précédent était Samuel Tétrault, avec lequel elle a remporté 2 titres canadiens au niveau novice et junior. Tout comme son partenaire actuel, Bryce Davison, elle patine aussi en simple.
Le succès est venu rapidement durant leur passage au niveau junior, remportant entre autres la Finale du Grand Prix junior 2003/2004 et 2 médailles d'argent aux championnats du monde junior. Leur passage au niveau senior s'est fait sans grande difficulté, malgré les blessures qui ont affecté Dubé.
Ils ont manqué la saison du Grand Prix 2006/2007, à la suite d'une opération que Dubé a subi au genou. Ils sont revenus à temps pour les championnats canadiens, où ils ont causé la surprise et remporté le titre national. Un accident durant le programme libre aux championnats des quatre continents 2007 arrêta la belle ascension du couple. Alors qu'ils exécutaient une pirouette arabesque côte à côte, le patin de Davison coupa la joue gauche de Dubé. Transportée immédiatement à l'hôpital, Dubé reçut 80 points de suture sur la joue et le nez. Malgré cet accident, le couple se remit sur pied rapidement et ont participé aux championnats du monde plus d'un mois plus tard.

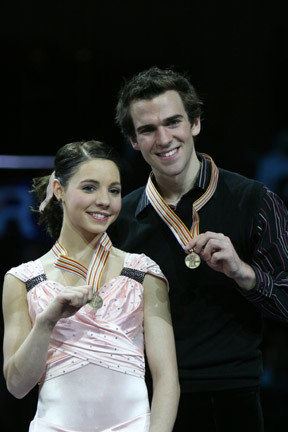
Jessica Dubé et Bryce Davison montrant leurs médailles de bronze aux championnats du monde 2008.

La saison 2007/2008 fut une des meilleures du couple jusqu'à maintenant. Ils ont causé la surprise générale à Skate America, en battant les champions du monde 2006, Pang Qing et Tong Jian. Cette victoire fut suivie d'une médaille d'argent à Skate Canada et une de bronze au Trophée NHK. Ils ont accédé pour la première fois à la Finale du Grand Prix, où ils ont terminé 4e. Par contre, une contre-performance lors du programme court aux championnats canadiens ont ruiné leur chance d'obtenir un deuxième titre national. Malgré un meilleur programme libre, ils ont terminé deuxième derrière Anabelle Langlois et Cody Hay. Les championnats du monde ont clos une belle saison. Après un programme court qui les plaça 4e, Dubé et Davison ont livré un programme libre qui leur donna le 2e meilleur score de la compétition et qui leur permit de remporter leur première médaille mondiale, une médaille de bronze.
À la saison 2008/2009, Dubé/Davison sont en compétition à Skate Canada et au Trophée NHK. Ils y gagnent la médaille d'argent et la médaille de bronze. Malgré ses médailles, ils ne parviennent pas à se qualifier pour la Finale du Grand Prix. En janvier 2009, ils reprennent le titre national canadien en l'absence des champions défendants, Anabelle Langlois et Cody Hay. Ils se qualifient pour le Quatre continents et les championnats du monde. Leur participation aux championnats des Quatre continents est leur première depuis leur accident en 2007. Ils remportent l'argent derrière les chinois Qing Pang et Jian Tong. Les championnats du monde ne se déroulent pas aussi bien et ils terminent 7e.

## Palmarès
Avec trois partenaires :
- Samuel Tétrault (1 saison : 2002-2003)
- Bryce Davison (8 saisons : 2003-2011)
- Sébastien Wolfe (2 saisons : 2011-2013)

| Compétition                         | 2003    |  | 2004    | 2005    | 2006    | 2007    | 2008    | 2009    | 2010    | 2011    |  | 2012    | 2013    |  |
| Jeux olympiques d'hiver             |         |  |         |         | 10e     |         |         |         | 6e      |         |  |         |         |  |
| Championnats du monde               |         |  |         |         | 7e      | 7e      | 3e      | 7e      | 6e      |         |  | 12e     |         |  |
| Quatre continents                   |         |  |         |         |         | A       | F       | 2e      | F       |         |  | 8e      |         |  |
| Championnats du Canada              |         |  |         | A       | 2e      | 1re     | 2e      | 1re     | 1re     | F       |  | 2e      | F       |  |
| Championnats du monde juniors       | 9e      |  | 2e      | 2e      |         |         |         |         |         |         |  |         |         |  |
|                                     |         |  |         |         |         |         |         |         |         |         |  |         |         |  |
| Grand Prix ISU                      | 2002/03 |  | 2003/04 | 2004/05 | 2005/06 | 2006/07 | 2007/08 | 2008/09 | 2009/10 | 2010/11 |  | 2011/12 | 2012/13 |  |
| Finale du Grand Prix                |         |  |         |         |         |         | 4e      |         |         |         |  |         |         |  |
| Skate America                       |         |  |         |         | 6e      |         | 1re     |         |         |         |  |         | F       |  |
| Skate Canada                        |         |  |         |         |         |         | 2e      | 2e      | 3e      | F       |  | 6e      |         |  |
| Coupe de Chine                      |         |  |         |         | 4e      |         |         |         |         |         |  |         |         |  |
| Trophée de France                   |         |  |         |         |         |         |         |         | 2e      |         |  | 5e      |         |  |
| Coupe de Russie                     |         |  |         |         |         |         |         |         |         | F       |  |         | F       |  |
| Trophée NHK                         |         |  |         |         |         |         | 3e      | 3e      |         |         |  |         |         |  |
| Légende : F = Forfait ; A = Abandon |         |  |         |         |         |         |         |         |         |         |  |         |         |  |

## Distinctions
- 2006 : Médaille de l'Assemblée nationale[1]